# Collegium Alberoni
Das Collegium Alberoni (ital.: Collegio Alberoni) ist ein Katholisches Priesterseminar sowie eine Kunst- und Wissenschaftseinrichtung in Piacenza.

## Geschichte
Vorläufer des Collegium Alberoni war das 1732 durch den Kardinal und Staatsmann Giulio Alberoni (1664–1752) mit Unterstützung durch Papst Clemens XII. (Bulle Clericalem vitam eligentibus) gegründete Hospital St. Lazarus von Piacenza. Das Krankenhaus war eine mittelalterliche Stiftung zum Wohle der Aussätzigen. Die Verwaltung wurde mit der päpstlichen Breve Apostolicae dignitatis vom Februar 1733 der Ordensgemeinschaft der von Vinzenz von Paul gegründeten Kongregation der Mission (Lazaristen) übertragen.
Nach Eindämmung der Krankheit erfolgte am 18. November 1751 durch Giulio Alberoni die Gründung des Collegium Alberoni, einer Schule, die sich im Zeitalter der Aufklärung für die Ausbildung junger Parmesaner engagierte, vor allem für die Ausbildung zum Priesteramt.
Das Collegium Alberoni ist ein großer architektonischer Komplex unter anderem mit einer Gemäldegalerie, einer Sternwarte, einem Museum der Naturwissenschaften, einer Bibliothek und der Kirche St. Lazarus.

## Studium Theologicum Collegium Alberoni
Das heutige Studium Theologicum Collegium Alberoni stellt eine theologische und philosophische Ausbildung für das Priesteramt sicher und ist der Päpstlichen Universität Heiliger Thomas von Aquin angegliedert.
Bekannte Absolventen des Collegium Alberoni sind:
- Gian Domenico Romagnosi (1761–1835), Jurist, Ökonom, Philosoph
- Melchiorre Gioja (1767–1829), Ökonom, Publizist
- Alberto Barberis (1847–1896), thomistischer Philosoph, Rektor des Kollegs
- Antonio Samorè (1905–1983), vatikanischer Diplomat und Kurienkardinal
- Opilio Rossi (1910–2004), vatikanischer Diplomat und Kurienkardinal
- Silvio Oddi (1910–2001), vatikanischer Diplomat und Kurienkardinal
- Agostino Casaroli (1914–1998), Kardinalstaatssekretär
- Luigi Poggi (1917–2010), vatikanischer Diplomat und Kurienkardinal